# オーエイギャザリング
株式会社オーエイギャザリング（英語表記：OEI Gyazaring、略称：OEIG）は、テレビ番組・映画の撮影技術を行う制作プロダクションである。
東映や国際放映制作のテレビドラマ作品が多数手がけている。

## 会社概要

### 所在地
- 東京都杉並区桃井4丁目4-4

### 設立年月日
- 1985年

## 主な作品

### テレビ

#### ドラマ
連続
- 法医学教室の事件ファイル（テレビ朝日・国際放映）
  - 法医学教室の事件ファイル(1)（1992年7月期 木曜ドラマ）
  - 法医学教室の事件ファイル(2)（1993年7月期 木曜ドラマ）
- 新幹線物語'93夏（TBS，近藤照男プロダクション、1993年7月期）
- HOTEL（TBS・近藤照男プロダクション）
  - HOTEL(3)（1994年4月～9月）
  - HOTEL(4)（1995年4月～9月）
  - HOTEL(5)（1998年4月期）
- お父さんは心配症（ABC・国際放映、1994年4月～5月）
- 先生はワガママ（ABC・国際放映、1994年7月～8月）
- 恋人をつくる100の方法（ABC・国際放映、1995年2月～3月）
- 木曜の怪談（フジテレビ・セントラル・アーツ）
  - 七瀬ふたたび（1995年10月～1996年1月）
  - ゴーストハンター早紀（1996年1月期）
- 刑事追う!（テレビ東京・東映、1996年4月～9月）
- はぐれ刑事純情派（テレビ朝日・東映）
  - はぐれ刑事純情派(9)（1996年4月～9月）
  - はぐれ刑事純情派(10)（1997年4月～10月）
  - はぐれ刑事純情派(11)（1998年4月～9月）
  - はぐれ刑事純情派(12)（1999年4月～9月）
  - はぐれ刑事純情派(13)（2000年4月～9月）
  - はぐれ刑事純情派(14)（2001年4月～9月）
  - はぐれ刑事純情派(15)（2002年4月～9月）
  - はぐれ刑事純情派(16)（2003年4月～9月）
  - はぐれ刑事純情派(17)（2004年7月期）
- 闇のパープル・アイ（テレビ朝日・東映、1996年7月期 月曜ドラマ・イン）
- はみだし刑事情熱系（テレビ朝日・東映）
  - はみだし刑事情熱系(1)（1996年10月～1997年3月）
  - はみだし刑事情熱系(2)（1997年10月～1998年3月）
  - はみだし刑事情熱系(3)（1998年10月～1999年3月）
  - はみだし刑事情熱系(4)（1999年10月～2000年3月）
  - はみだし刑事情熱系(5)（2000年10月～2001年3月）
  - はみだし刑事情熱系(6)（2001年10月～2002年3月）
  - はみだし刑事情熱系(7)（2003年1月期）
  - はみだし刑事情熱系〜最終章〜（2004年4月期）
  - はぐれ刑事純情派ファイナル（2005年4月期）
- YASHA-夜叉-（テレビ朝日・国際放映、2000年4月期 金曜ナイトドラマ）
- はるちゃん6（東海テレビ・国際放映、2002年10月期）
- 相棒〜警視庁ふたりだけの特命係〜（テレビ朝日・東映）
  - 相棒（2002年10月期）
  - 相棒 2nd Season（2003年10月～2004年3月）
  - 相棒 3rd Season（2004年10月～2005年3月）
  - 相棒 Season IV（2005年10月～2006年3月）
- 異議あり!女弁護士大岡法江（テレビ朝日・東映、2004年1月期 木曜ミステリー）
- スカイハイ2（テレビ朝日・アミューズ、2004年1月期 金曜ナイトドラマ）
- 南くんの恋人（テレビ朝日・THE WORKS、2004年7月期）
- 最後の忠臣蔵（NHK・NHKエンタープライズ21・C.A.L.、2004年11月～12月）
- Sh15uya（テレビ朝日・東映・東映ビデオ、2005年1月期）
- 刑事部屋〜六本木おかしな捜査班〜（テレビ朝日・東映、2005年7月期）
- 時効警察（テレビ朝日・MMJ、2006年1月期）
- 警視庁捜査一課9係(1)（テレビ朝日・東映、2006年4月期）
- PS -羅生門-（テレビ朝日・東映、2006年7月期）
- 人生はフルコース（NHK・NHKエンタープライズ・東阪企画、2006年7月）

単発・特番
- 離婚夫婦シリーズ（フジテレビ・東映）
  - 離婚夫婦シリーズ(1) 離婚夫婦の鹿児島殺人ミステリー（1987年 金曜女のドラマスペシャル）
  - 離婚夫婦シリーズ(2) 北海道推理ツアー（1987年 ザ・ドラマチックナイト）
- 記憶の中の時間（フジテレビ・国際放映、1989年 男と女のミステリー）
- 五島・福江行（TBS・国際放映、1989年 土曜ドラマスペシャル）
- ビートたけしの痛快時代劇 なめくじ長屋捕物さわぎ（TBS・国際放映、1990年）
- Vの悲劇（フジテレビ・東北新社、1990年 男と女のミステリー）
- 法則のある死体たち（関西テレビ・東映、1990年 阿刀田高サスペンス）
- 時効を待つ女（TBS・廣済堂プロダクション、1990年 月曜ドラマスペシャル）
- 白旗の少女（フジテレビ・G・カンパニー、1990年）
- 喪中欠礼（関西テレビ・東映、1990年 森村誠一サスペンス）
- 夢見る女刑事（関西テレビ・東映、1990年 現代推理サスペンス）
- 和宮様御留（テレビ朝日・総合プロデュース、1991年）
- 西伊豆密会ペンション（関西テレビ・東映、1991年 旅情サスペンス）
- 隣の殺人（関西テレビ・東映、1991年 不思議サスペンス）
- ゴルフ・スーパー・ドラマ キンゾーの上ってなンボ（名古屋テレビ・電通・C.A.L.、1991年 名古屋テレビ開局30周年記念ドラマ）
- 試すなかれ（関西テレビ・東映、1992年 六つの離婚サスペンス）
- さらば、いとわしきものよ（関西テレビ・東映、1992年 六つの離婚サスペンス）
- 居酒屋兆治（フジテレビ・国際放映、1992年 金曜ドラマシアター）
- 駅弁探偵殺人事件（ABC・東映、土曜ワイド劇場）
  - 駅弁探偵殺人事件(1)（1992年）
  - 駅弁探偵連続殺人(2)（1995年）
- Gメン'93春 第一級殺人の女（TBS・近藤照男プロダクション、1993年 月曜ドラマスペシャル）
- 世にも奇妙な物語 真夏の特別編（フジテレビ・東映、1993年 金曜エンタテイメント）
- 五つの顔の変装刑事!右京警部補事件ファイルE（TBS・近藤照男プロダクション、1996年 月曜ドラマスペシャル）
- 西村京太郎トラベルミステリー（テレビ朝日・東映、土曜ワイド劇場）
  - 西村京太郎トラベルミステリー(29) 上越新幹線殺人事件（1996年）
  - 西村京太郎トラベルミステリー(30) 寝台特急“北斗星”殺人事件（1996年）
  - 西村京太郎トラベルミステリー(31) 特急「白山」6時間06分（1997年）
  - 西村京太郎トラベルミステリー(32) 伊豆誘拐行（1998年）
  - 西村京太郎トラベルミステリー(42) 北帰行殺人事件（2004年）
  - 西村京太郎トラベルミステリー(43) 愛と殺意の津軽三味線（2005年）
  - 西村京太郎トラベルミステリー(44) 特急“スーパー北斗1号”殺人事件（2005年）
  - 西村京太郎トラベルミステリー(45) 超豪華寝台特急トワイライトエクスプレス殺人事件（2006年）
  - 西村京太郎トラベルミステリー(46) 秋田新幹線・こまち連続殺人!（2006年）
  - 西村京太郎トラベルミステリー(47) 五能線の女（2006年）
  - 西村京太郎トラベルミステリー(48) みちのく殺意の旅（2007年）
  - 西村京太郎トラベルミステリー(49) 日光～鬼怒川殺人ルート（2008年）
  - 西村京太郎トラベルミステリー(50) 山陽・東海道連続殺人ルート（2008年）
- 車椅子の弁護士・水島威（テレビ朝日・国際放映、土曜ワイド劇場）
  - 車椅子の弁護士・水島威(1) 盗聴された密会!（1996年）
  - 車椅子の弁護士・水島威(2) 夢を燃やした女!?（1996年）
  - 車椅子の弁護士・水島威(3) 美人コンパニオン殺人事件（1997年）
  - 車椅子の弁護士・水島威(4) ふたりの夫を殺した女!（1997年）
  - 車椅子の弁護士・水島威(5) 狙われた美人マラソンランナー（1998年）
  - 車椅子の弁護士・水島威(6) 裏窓からのぞかれた殺人事件（1999年）
  - 車椅子の弁護士・水島威(7)（1999年）
  - 車椅子の弁護士・水島威(8)（2001年）
  - 車椅子の弁護士・水島威(9)（2002年）
  - 車椅子の弁護士・水島威(10)（2004年）
- 赤い霊柩車シリーズ（フジテレビ・大映テレビ、金曜エンタテイメント）
  - 赤い霊柩車シリーズ(7) 双子の棺（1997年）
  - 赤い霊柩車シリーズ(8) 燃える棺（1997年）
  - 赤い霊柩車シリーズ(12) 二度死んだ死体（2000年）
  - 赤い霊柩車シリーズ(13) 函館立待岬 喪服の花嫁（2000年）
- エステサロン白い肌殺人事件(1)（テレビ朝日・東映、1997年 土曜ワイド劇場）
- 獣医・佐久間亜里（フジテレビ・梟雄舎、1998年 金曜エンタテイメント）
- 超完全犯罪の女医（テレビ朝日・東映、1998年 土曜ワイド劇場）
- エステサロン白い肌殺人事件(2)（テレビ朝日・東映、1998年 土曜ワイド劇場）
- 警視庁女性捜査班(1)（テレビ朝日・国際放映、土曜ワイド劇場）
  - 警視庁女性捜査班(1)（1999年）
  - 警視庁女性捜査班(2)（2000年）
  - 警視庁女性捜査班(3)（2001年）
  - 警視庁女性捜査班(4)（2003年）
  - 新・警視庁女性捜査班(1)（2006年）
- 事件記者冴子の殺人スクープ(1)（テレビ朝日・東映、1999年 土曜ワイド劇場）
- 不倫の果て…（テレビ朝日・東映、1999年 土曜ワイド劇場）
- 女探偵・朝岡彩子（テレビ朝日・東映、1999年 土曜ワイド劇場）
- 完全犯罪の女（テレビ朝日・東映、土曜ワイド劇場）
  - 完全犯罪の女シリーズ(1) 2000年の完全犯罪に挑む二人の女（2000年）
  - 完全犯罪の女シリーズ(2) 一発勝負!2001年、完全犯罪の女（2001年）
  - 完全犯罪の女シリーズ(3) 100億の悪女ふたり（2002年）
- 相棒（テレビ朝日・東映、土曜ワイド劇場）
  - 相棒〜警視庁ふたりだけの特命係〜 Pre Season 1 刑事が警官を殺した!?（2000年）
  - 相棒〜警視庁ふたりだけの特命係〜 Pre Season II 恐怖の切り裂き魔連続殺人!（2001年）
  - 相棒〜警視庁ふたりだけの特命係〜 Pre Season III 大学病院助教授、墜落殺人事件!（2001年）
- 行きずりの街（テレビ朝日・東映、2000年 土曜ワイド劇場）
- 第17回サントリーミステリー大賞スペシャル 午前三時のルースター（ABC・国際放映、2000年）
- 森村誠一の終着駅シリーズ(13)（テレビ朝日・東映、2001年 土曜ワイド劇場）
- ざこ検事 潮貞志の事件簿（TBS・東映、月曜ミステリー劇場）
  - ざこ検事 潮貞志の事件簿(1)（2002年）
  - ざこ検事 潮貞志の事件簿(2)（2004年）
  - ざこ検事 潮貞志の事件簿(3)（2005年）
- インターホン症候群の女（テレビ朝日・大映テレビ、2004年 土曜ワイド劇場）
- 大都会の女たち（TBS・オセロット、2004年 水曜プレミア）
- ハラハラ刑事（ABC・国際放映、土曜ワイド劇場）
  - ハラハラ刑事〜危険な二人の犯罪捜査〜(1)（2004年）
  - ハラハラ刑事〜危険な二人の犯罪捜査〜(2)（2005年）
- OUT LIMIT（WOWOW・東映、2005年 ドラマW）
- 刑事の妻〜デカツマ〜（テレビ朝日・東映、2005年 土曜ワイド劇場）
- 塀の中の懲りない女たち(1)（日本テレビ・東映、2006年 DRAMA COMPLEX）
- 東京駅お忘れ物預り所（テレビ朝日・東映、土曜ワイド劇場）
  - 東京駅お忘れ物預り所(1) 大分発寝台特急富士連続殺人!!（2007年）
  - 東京駅お忘れ物預り所(2) 寝台特急サンライズ瀬戸～暁の殺人トリック!!（2008年）
- 潮風の診療所〜岬のドクター奮戦記〜（フジテレビ・東映、2007年 金曜プレステージ）
- 刑事吉永誠一 涙の事件簿6 五億円の黒い白髪（テレビ東京・BSジャパン・ホリプロ、2007年 水曜ミステリー9）
- トリハダ2〜夜ふかしのあなたにゾクッとする話を（フジテレビ・ホリプロ、2007年）
- 笑顔をくれた君へ〜女医と道化師の挑戦〜（フジテレビ・The icon、2008年 金曜プレステージ）
- 東京大空襲 セカンドユニット（日本テレビ、2008年）

#### 特撮
- 仮面ライダーアギト（テレビ朝日・東映・ADK、2001年）
- 仮面ライダー龍騎（テレビ朝日・東映・ADK、2002年）
- 仮面ライダー555（テレビ朝日・東映・ADK、2003年）
- 仮面ライダー剣（テレビ朝日・東映・ADK、2004年）
- 仮面ライダー響鬼（テレビ朝日・東映・ADK、2005年）
- 仮面ライダーカブト（テレビ朝日・東映・ADK、2006年）※HD24P使用

### 映画・VP
- 劇場版 仮面ライダーアギト PROJECT G4（2001年）※HD24P使用
- 劇場版 仮面ライダー龍騎 EPISODE FINAL（2002年）※HD24P使用
- 仔犬ダンの物語（2002年）※HD24P使用
- 劇場版 仮面ライダー555 パラダイス・ロスト（2003年）※HD24P使用
- 17才 〜旅立ちのふたり〜（2003年）※HD24P使用
- 劇場版 仮面ライダー剣 MISSING ACE（2004年）※HD24P使用
- 劇場版 仮面ライダー響鬼と7人の戦鬼（2005年）※HD24P使用
- 仮面ライダー THE FIRST（2005年）※HD24P使用
- 劇場版 仮面ライダーカブト GOD SPEED LOVE（2006年）※HD24P使用